# Portret van Zofia Potocka
Portret van Zofia Potocka is een schilderij uit 1870 van Franz Xaver Winterhalter, een van de belangrijkste portrettisten van de beau monde van Europa op dat moment. Het bevindt zich in het Nationaal museum in Warschau.

## Schilderij
Winterhalter was een schilder die in de tweede helft van de negentiende eeuw veel opdrachten kreeg van de verschillende Europese hoven en daarmee ook van de aristocratie van zijn tijd. De afgebeelde, Zofia gravin Potocka (1851-1927), behoorde tot de rijke adel van Polen en was lid van de familie Potocki. Ze was een dochter van Adam Józef graaf Potocki (1815-1872) en Catharina gravin Branicka (1825-1907) en daarmee een kleindochter van Artur Stanisław graaf Potocki, heer van Krzeszowice (1787-1832), kapitein en adjudant van keizer Napoleon I. Ze trouwde in 1870 met Stephan graaf Zamoyski (1837-1899), lid van het Oostenrijkse Hogerhuis en lid van de familie Zamoyski; zij kregen zes kinderen.
Ook haar moeder (Portret van gravin Potocka), haar zus (Portret van Roza Potocka (1848-1937)) en haar broer Artur (1850-1890)  werden door Winterhalter geschilderd, de drie kinderen toen hij in 1856 op bezoek was in Warschau. Dit is een tweede portret van haar, uit 1870, ook geschilderd op ovaal. Het meisjesportret uit 1856 bevindt zich eveneens in het Nationaal museum van Warschau.

## Herkomst
Het werd aangeworven door het Nationaal museum van Warschau.